# Isela Sotelo
Isela Sotelo es una cantante californiana famosa por ser la intérprete en el doblaje hispanoamericano de Ariel y Vanessa (Úrsula humana) en La sirenita y La sirenita 2: regreso al mar.

## Biografía
Isela Sotelo nació en Los Ángeles. Estudió en la Universidad de California en Los Ángeles de 1973 a 1978. 
Grabó su primer sencillo "Angelito" (una versión de Angel Baby) en 1982, producido por Steve Rawlins y distribuida por Motown. Esta canción obtuvo un lugar en la lista latina de Billboard Hot 100 en 1982. 
En 1983, formó el dúo "After All" junto al cantante cubano Michael Cruz. La canción "Moments of love" se volvió muy popular y fue usada en la telenovela brasileña "Amor com amor se paga".
En la década de 1980 grababa singles y hacía colaboraciones en discos de otros artistas, formando parte de los coros de muchos discos de los cantantes Luis Miguel, Ricky Martin, Chayanne, Juan Gabriel, Christina Aguilera y Marta Sánchez, entre otros. 
En 1988, Isela grabó su primer álbum como solista, "Dame Una Noche Más". 
Su voz se hizo especialmente famosa en 1989 cuando interpretó la voz cantada de Ariel en el doblaje latinoamericano de La sirenita. Ella repitió su rol en La Sirenita II: Regreso al mar, la serie de televisión, así como en Disney sobre hielo.
En 1991 Isela participó en el doblaje de Un Cuento Americano 2: Fievel va al Oeste como la voz cantada de Tanya Ratonowitz. En 1992, Isela representó a Venezuela en el Festival Internacional de la canción de Viña del mar. 
De 1997 a 2015, fue directora ejecutiva de la Academia de Música "The Los Angeles Music and Art School (LAMUSART o LAMAS)", donde se dan clases de música y canto tanto a niños como a adultos.
En 2005, Sotelo recibió el Premio Héroes Locales de Union Bank/KCET en Liderazgo Artístico, y en 2007 fue seleccionada como una de las 30 Mujeres Destacadas de La Opinión por sus contribuciones a la comunidad latina. 
En 2019, Isela participó en el video musical de "Los Saviñon", cantando un fragmento de Parte de él, y ha sumado más de 15 millones de visitas en Youtube. 
En 2025, Isela grabó una reinterpretación de la canción "Bésala" de La Sirenita, junto al cantante mexicano VTO. Esta canción fue un proyecto especial como homenaje póstumo a su amigo Michael Cruz y voz original de Sebastián, asi mismo, se realizó en beneficio de personas afectadas por VIH así como sus familias. 

## Discografía

### Singles
- 1982: Angelito (Angel Baby)
- 1982: Esta vez
- 1984: Moments Of Love (dueto con Michael Cruz, bajo el nombre de "After All")
- 1984: I'll Be There (dueto con Michael Cruz, bajo el nombre de "After All")
- 1986: Tu amor me está matando (dueto con Antonio de Jesús)
- 1993: Está que arde la noche (dueto con Yutaka)
- 2008: From The Heart
- 2022: The Last One To Know
- 2025: Bésala (dueto con VTO)

### Álbumes
- 1988: Dame Una Noche Más

### Interpretaciones en bandas sonoras
- 1989: Parte de tu mundo - de la película "La Sirenita"
- 1989: Parte de tu mundo (Variación) - de la película "La Sirenita"
- 1991: Volveré a soñar - de la película "Un Cuento Americano 2: Fievel va al Oeste"
- 1991: La chica que dejaste - de la película "Un Cuento Americano 2: Fievel va al Oeste"
- 2000: Rumbo al mar - de la película "La sirenita 2: regreso al mar"
- 2000: Un momento - de la película "La sirenita 2: regreso al mar"
- 2000: En la tierra y en el mar - de la película "La sirenita 2: regreso al mar"

## Doblajes
- La sirenita (1989) - Ariel (canciones) y Vanessa (Úrsula humana)
- Un Cuento Americano 2: Fievel va al Oeste (1991) - Tanya Ratonowitz (canciones)
- Las Nuevas Aventuras de La Sirenita (de 1992 a 1994) - Ariel (canciones)
- La sirenita 2: regreso al mar (2000) - Ariel (canciones)